# Trogonostomus oedipus
Trogonostomus oedipus är en skalbaggsart som beskrevs av Leon Fairmaire 1903. Trogonostomus oedipus ingår i släktet Trogonostomus och familjen Rutelidae. Inga underarter finns listade i Catalogue of Life.